# Marion Barber
Pour les articles homonymes, voir Barber.
(en) Statistiques sur pro-football-reference
Marion Sylvester Barber III, né le 10 juin 1983 à Plymouth (Minnesota) et mort le 1er juin 2022 à Frisco (Texas), est un joueur américain de football américain qui évoluait au poste de running back.
Il a joué au niveau universitaire pour les Golden Gophers de l'université du Minnesota (2001-2004) avant d'être sélectionné par la franchise des Cowboys de Dallas lors du quatrième tour de la draft 2005 de la NFL.
Il joue ensuite durant sept saisons dans la National Football League (NFL) avec les Cowboys de Dallas (2005-2010) et les Bears de Chicago (2011).

## Biographie

### Jeunesse
Barber étudie au lycée Wayzata (en) de Plymouth dans le Minnesota et il est assez performant en football américain, en baseball et en athlétisme.
Au terme de son année senior au lycée, il est désigné SuperPrep and PrepStar All-Midwest et est considéré à l'unanimité comme un des meilleurs running backs et defensive backs du Minnesota.
Lors de sa dernière saison avec les Trojans de Wayzata, il totalise un gain de 1778 yards et 18 touchdowns à la course. Il est également le meilleur de son équipe avec 10 interceptions.
Lors de son unique saison en athlétisme, Barber se qualifie pour la finale du championnat du Minnesota dans l'épreuve du 100 mètres y réalisant un temps de 10,9 secondes.

### Carrière universitaire
Comme son père Marion Barber Jr. (en), Marion intègre l'université du Minnesota où il joue pour les Golden Gophers au sein de la Big Ten Conference en NCAA Division I FBS.
Ses entraîneurs le placent initialement au poste de safety. Après l'avoir vu courir, il est replacé au poste de running back.
Au terme de sa carrière universitaire, il est classé 4e de l'histoire de son université au nombre de yards gagnés à la course (3 276 yards), deuxième au nombre total de yards gagnés (4 495 yards, total des yards gagnés en courses et réceptions) et deuxième au nombre de touchdowns inscrits à la course (35 - ce qui relègue son père à la troisième place).
Lors des saisons 2003 et 2004, il forme avec Laurence Maroney le meilleur duo de running backs du football universitaire en devenant le premier duo de l'histoire de la NCAA Division I à gagner chacun au moins 1 000 yards lors de deux saisons consécutives. Il est sélectionné dans l'équipe type de la conférence Big Ten en 2003.

### Carrière professionnelle
| Taille                | Poids           | Bras            | Main           | Sprint   | Sprint   | Sprint   | Shuttle 20 yards | 3 cones drill | Détente        | Détente             | Développé couché | Test Wonderlic |
| Taille                | Poids           | Bras            | Main           | 40 yards | 10 yards | 20 yards | Shuttle 20 yards | 3 cones drill | verticale      | horizontale         | Développé couché | Test Wonderlic |
| 1,81 m (5 ft 11 ⅜ in) | 100 kg (221 lb) | 80 cm (31 ½ in) | 23 cm (8 ⅞ in) | 4,49 s   | -        | -        | 4,17 s           | s             | 1,02 m (40 in) | 3,23 m (10 ft 7 in) | 20 reps          | -              |

#### Cowboys de Dallas (2005-2010)
Après avoir fait l'impasse sur son année senior chez les Golden Gophers, Marion Barber III est sélectionné en 109e choix global lors du quatrième tour de la draft 2005 de la NFL par les Cowboys de Dallas.
Une infection à l'orteil ayant nécessité une intervention chirurgicale et quelques fumbles commis lors des matchs d'avant saison le placent en dernier dans la hiérarchie des running backs. À la suite de la blessure de Julius Jones et de l'inefficacité d'Anthony Thomas, Barber remonte dans la hiérarchie et compile 95 yards à la course contre les Seahawks de Seattle et 127 yards contre les Cardinals de l'Arizona. Il consolide sa place de premier remplaçant au poste de running back grâce à ses qualités de bloqueur et ses performances en équipes spéciales.

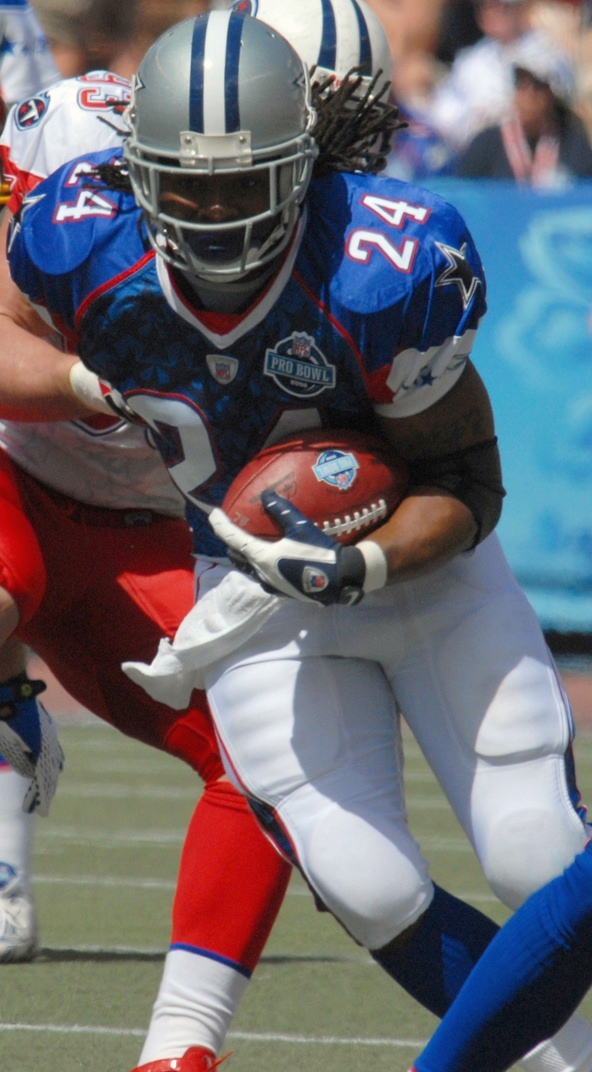
Barber lors du Pro Bowl 2008.

Bien que remplaçant de Julius Jones en 2006, Barber est utilisé lors des actions de 3e et down et au fil des matchs devient un excellent running back lors des actions en red zone. Il mène les statistiques de la NFC avec 14 touchdowns inscrit à la course en 2006 et devient le premier joueur des Cowboys non kicker à avoir inscrit le plus de points (96) de son équipe depuis la saison 2000. Il a également démontré tout au long de la saison ses capacités en tant qu'arrière puissant, gagnant la réputation de punir les défenseurs.
Marion Barber III se voit attribuer le surnom de Marion the Barbarian (Marion le Barbare) (en) au cours de la saison 2017 en référence à son jeu tout en puissance. Il est le meilleur de la ligue au nombre de plaquages évités reflétant son slogan personnel « frapper ou se faire frapper (hit or get hit) ». Barber totalise en fin de saison 975 yards et 10 touchdowns à la course (moyenne de 4,8 yards par course) ainsi que 282 yards et deux touchdowns supplémentaires en 44 réceptions. Le 18 décembre 2007, il est sélectionné pour la première fois à un Pro Bowl en tant que remplaçant. Barber est désigné titulaire pour le match de phase finale (tour de division) perdu contre les Giants de New York.
Le 20 mai 2008, Barber signe avec les Cowboys un nouveau contrat portant sur sept saison d'un montant de 45 millions de $ dont 16 millions garantis.
Sa saison 2009 est moins convaincante à la suite d'une blessure et de l'émergence des running backs Tashard Choice (en) et Felix Jones. Il prend part néanmoins à quinze matchs malgré un muscle quadriceps déchiré.
Sa saison 2010 est décevante, Barber ne totalisant que 4 touchdowns (plus faible total de sa carrière) et 374 yards en 113 courses avec une moyenne de 3,3 yards par course (plus faible moyenne de sa carrière).
Barber est libéré par Dallas le 28 juillet 2011.

#### Bears de Chicago (2011)
Le 30 juillet 2011, il signe un contrat de deux ans pour un montant de 5 millions de $ avec les Bears de Chicago. Barber y est considéré comme deuxième running back de l'équipe derrière Matt Forté et devant Chester Taylor.
Le 27 août, au cours du troisième match d'avant saison, Barber se blesse au muscle du mollet et rate les trois premiers matchs de la saison régulière. En 14e semaine contre les Broncos de Denver, il remplace Forté blessé. Il inscrit un touchdown et gagne plus de 100 yards à la course pour la première fois depuis sa blessure en 2009. Au terme de la saison 2011, il totalise 422 yards en 114 courses.
Le 23 mars 2012, après sept saisons professionnelles, il annonce sa retraite sportive, après avoir parcouru durant sa carrière un total de 4 780 yards et inscrit 53 touchdowns.

## Statistiques
| Année       | Équipe                      | Statut      | MJ |     | Courses | Courses | Courses | Courses |       | Passes réceptionnées | Passes réceptionnées | Passes réceptionnées | Passes réceptionnées |  | Fumbles | Fumbles |
| Année       | Équipe                      | Statut      | MJ | Nb. | Yards   | Moy.    | TD      | Nb.     | Yards | Moy.                 | TD                   | Nb.                  | Perdus               |  |         |         |
| 2001        | Golden Gophers du Minnesota | Fr.         | 11 | 118 | 0742    | 6,3     | 07      | 02      | 019   | 9,5                  | 0                    | 0                    | 0                    |  |         |         |
| 2002        | Golden Gophers du Minnesota | So.         | 02 | 019 | 069     | 3,6     | 0       | 03      | 025   | 8,3                  | 0                    | 0                    | 0                    |  |         |         |
| 2003        | Golden Gophers du Minnesota | Jr.         | 13 | 207 | 1 196   | 5,8     | 17      | 13      | 119   | 9,2                  | 0                    | 0                    | 0                    |  |         |         |
| 2004        | Golden Gophers du Minnesota | Sr.         | 12 | 231 | 1 269   | 5,5     | 11      | 03      | 027   | 9,0                  | 0                    | 0                    | 0                    |  |         |         |
| Totaux NCAA | Totaux NCAA                 | Totaux NCAA | 38 | 575 | 3 276   | 5,7     | 35      | 21      | 190   | 9,0                  | 0                    | 0                    | 0                    |  |         |         |

| Année          | Équipe            | MJ |       | Courses | Courses | Courses | Courses |       | Passes réceptionnées | Passes réceptionnées | Passes réceptionnées | Passes réceptionnées |  | Fumbles | Fumbles |
| Année          | Équipe            | MJ | Nb.   | Yards   | Moy.    | TD      | Nb.     | Yards | Moy.                 | TD                   | Nb.                  | Perdus               |  |         |         |
| 2005           | Cowboys de Dallas | 13 | 138   | 538     | 3,9     | 05      | 18      | 115   | 06,4                 | 0                    | 0                    | 3                    |  |         |         |
| 2006           | Cowboys de Dallas | 16 | 135   | 654     | 4,8     | 14      | 23      | 196   | 08,5                 | 2                    | 0                    | 0                    |  |         |         |
| 2007           | Cowboys de Dallas | 16 | 204   | 975     | 4,8     | 10      | 44      | 282   | 06,4                 | 2                    | 0                    | 2                    |  |         |         |
| 2008           | Cowboys de Dallas | 15 | 238   | 885     | 3,7     | 07      | 52      | 417   | 08,0                 | 2                    | 0                    | 1                    |  |         |         |
| 2009           | Cowboys de Dallas | 15 | 214   | 932     | 4,4     | 07      | 26      | 221   | 08,5                 | 0                    | 0                    | 0                    |  |         |         |
| 2010           | Cowboys de Dallas | 13 | 113   | 374     | 3,3     | 04      | 11      | 049   | 04,5                 | 0                    | 0                    | 0                    |  |         |         |
| 2011           | Bears de Chicago  | 11 | 114   | 422     | 3,7     | 06      | 05      | 050   | 10,0                 | 0                    | 0                    | 0                    |  |         |         |
| Totaux NFL     | Totaux NFL        | 99 | 1 156 | 4 780   | 4,1     | 53      | 174     | 1 280 | 7,4                  | 6                    | 0                    | 6                    |  |         |         |
| Totaux Cowboys | Totaux Cowboys    | 88 | 1 042 | 4 358   | 4,2     | 47      | 179     | 1 330 | 7,4                  | 6                    | 0                    | 6                    |  |         |         |

| Année      | Équipe            | MJ |     | Courses | Courses | Courses | Courses |       | Passes réceptionnées | Passes réceptionnées | Passes réceptionnées | Passes réceptionnées |  | Fumbles | Fumbles |
| Année      | Équipe            | MJ | Nb. | Yards   | Moy.    | TD      | Nb.     | Yards | Moy.                 | TD                   | Nb.                  | Perdus               |  |         |         |
| 2006       | Cowboys de Dallas | 1  | 03  | 04      | 1,3     | 0       | 3       | 23    | 7,7                  | 0                    | 0                    | 0                    |  |         |         |
| 2007       | Cowboys de Dallas | 1  | 27  | 129     | 4,8     | 1       | 1       | 9     | 9,0                  | 0                    | 0                    | 1                    |  |         |         |
| 2009       | Cowboys de Dallas | 2  | 11  | 018     | 1,6     | 0       | 0       | 0     | 0,0                  | 0                    | 0                    | 0                    |  |         |         |
| Totaux NFL | Totaux NFL        | 4  | 41  | 151     | 3,7     | 1       | 4       | 32    | 8,0                  | 0                    | 0                    | 1                    |  |         |         |

## Vie privée
Marion Barber III est le frère aîné de Dominique Barber (en) (safety des Texans de Houston) et de Thomas Barber (linebacker des Golden Gophers du Minnesota).
Il est le fils de Marion Barber Jr. (en), ancien running back des Jets de New York et le cousin de Peyton Barber (en), ancien running back des Buccaneers, des Redskins et des Raiders.

## Décès
Marion Barber III est retrouvé mort le 1er juin 2022 dans son appartement à Frisco.